# Otocepheus plumosus
Otocepheus plumosus är en kvalsterart som beskrevs av Sandór Mahunka 1989. Otocepheus plumosus ingår i släktet Otocepheus och familjen Otocepheidae. Inga underarter finns listade i Catalogue of Life.